# Навагрудско побрђе
Навагрудско побрђе (рус. Новогрудская возвышенность; блр. Навагрудскае ўзвышша) представља благо заталасано брежуљкасто подручје у јужном делу Гродњенске области у Белорусији, и део је знатно пространијег Белоруског побрђа. Обухвата подручја Кареличког, Дзјатлавског, Слонимског и Навагрудског рејона. Побрђе је ограничено долинама река Шчаре и Сервача, те Њеменске низије. 
Ова географска микрорегија обухвата територију површине око 4.000 км² и протеже се од запада ка истоку дужином од 72 км, односно од севера ка југу 45 до 50 км.
Највиша тачка је брдо Замкавска гора са надморском висином од 323 м, на око 3 км северозападно од града Навагрудока. Уједно то је и један од виших врхова у земљи. 
У основи овог геолошког система глацијалног порекла (акумулативни облик рељефа) налази се моренски материјал, глине и шљунак. 
Највећи део области је под ораницама (41%), док је под шумама (углавном боровим и мешовитим) око 28% површина. Најважнији водоток је река Молчад. 